# Anisostachya elytraria
Anisostachya elytraria är en akantusväxtart som först beskrevs av Lindau, sine ref., och fick sitt nu gällande namn av Raymond Benoist. Anisostachya elytraria ingår i släktet Anisostachya och familjen akantusväxter. Inga underarter finns listade i Catalogue of Life.